# Ordine di battaglia della battaglia di Montebello (1859)
L’ordine di battaglia della battaglia di Montebello illustra le componenti dei due schieramenti che si fronteggiarono nello scontro del 20 maggio 1859 avvenuto nel contesto della seconda guerra d'indipendenza italiana. Da un lato gli alleati franco-piemontesi e dall’altro gli austriaci.
Le truppe alleate coinvolte furono soprattutto la divisione del generale francese Élie Frédéric Forey  e la brigata di cavalleria leggera piemontese del colonnello Maurizio Gerbaix de Sonnaz. Dall’altro lato, delle tre colonne austriache pronte per la battaglia entrò in combattimento quasi solo quella di sinistra del generale Karl von Urban determinando, così, la sconfitta austriaca.

## Alleati Franco-Piemontesi
Armée d'Italie
I Corpo d'Armata francese - Prima Divisione
Comandante in capo: gen. di divisione Élie Frédéric Forey
Brigata Beuret
- 17° Chasseurs (1 battaglione)
- 74° de ligne (3 battaglioni)
- 84° de ligne (3 battaglioni)

(totale: 3.417 fanti)
Brigata Blanchard
- 91° de ligne (3 battaglioni)
- 93° de ligne (1 battaglione)
- 98° de ligne (3 battaglioni)

(totale: 3.516 fanti)
Brigata di Cavalleria piemontese
- Cavalleggeri di Novara (3 squadroni) 300
- Cavalleggeri di Aosta (4 squadroni) 350
- Cavalleggeri di Monferrato (2 mezzi squadroni) 100

(totale: 750 cavalieri)
Artiglieria da campo della riserva di divisione (due batterie)
- 1 batteria dell'8º reggimento di artiglieria
- 1 batteria del 10º reggimento di artiglieria

(totale: 12 pezzi da 4 lb mod. "La Hitte")
- 1 squadrone e mezzo del 1º reggimento Chasseurs d'Afrique 150 cavalieri

## Esercito Imperiale
V Corpo d'armata
comandante: FML conte Franz Stadion
capo di stato maggiore: col. Ringelsheim

### Colonna di sinistra
I Divisione (FML Barone Urban)
Brigata Schaffgotsche (generale maggiore: conte Schaffgotsche)
(5 battaglioni, 2 squadroni, 8 pezzi di artiglieria)
- 3° battaglioni Jager (841)
- 2 compagnie del 1º battaglione, 4° Szluiner Grenz Regiment (404)
- battaglione granatieri del 49° IR Hess (844)
- 3º battaglione 39° IR Don Miguel (1.200)
- 3º battaglione del 59° IR E.H. Rainer[1] (866)
- 2 squadroni del 12º reggimento ussari Haller (225)
- mezza batteria a piedi da campagna da 12 lb della riserva divisionale (3 cannoni e 1 obice)
- mezza batteria di "racchette" (4 lanciatori)

(totale: 4.155 fanti e 225 cavalieri)
Brigata Braum (generale maggiore: Braum)
(3 battaglioni, 8 pezzi di artiglieria)
- battaglione granatieri del 40° IR Rossbach (786)
- 2º battaglione del 40° IR Rossbach (1.088)
- 3º battaglione del 40° IR Rossbach (740)
- 1 batteria di artiglieria da 6 lb (6 cannoni, 2 obici)

(totale: 2.614 fanti)

### Colonna di centro
I Divisione (FML Barone Paumgartten)
(9.769 fanti, 227 cavalieri, 20 pezzi di artiglieria)
Brigata Gaal (generale maggiore Gaal)
(6 battaglioni, 2 squadroni, 12 pezzi di artiglieria)
- 1º battaglione del 1° Liccaner Grenz Regiment (1.250)
- battaglione granatieri del 3° IR E.H. Karl- Ludwig[1] (770)
- 2º battaglione del 49° IR Hess (840)
- 1º battaglione del 3° IR E.H. Karl- Ludwig[1] (780)
- 2º battaglione del 3° IR E.H. Karl- Ludwig[1] (1.160)
- 3º battaglione del 3° IR E.H. Karl- Ludwig[1] (1.094)
- 2 squadroni del 12º reggimento Ussari Haller (227)
- mezza batteria a piedi da campagna da 12 lb della riserva divisionale (3 cannoni, 1 obice)
- 1 batteria di artiglieria a piedi da 6 lb (6 cannoni, 2 obici)

(totale: 5.894 fanti, 227 cavalieri)
Brigata Bils (generale maggiore Bils)
(4 battaglioni, 8 pezzi di artiglieria)
- 2º battaglione del 3° Oguliner Grenz Regiment (1.250)
- 1º battaglione del 47° IR Kinsky (950)
- 2º battaglione del 47° IR Kinsky (1.032)
- 3º battaglione del 47° IR Kinsky (688)
- 1 batteria di artiglieria a piedi da 6 lb (6 cannoni, 2 obici)

(totale: 3.875 fanti)

### Colonna di destra
I Divisione (FML Barone Paumgartten)
(5.184 fanti, 487 cavalieri, 12 pezzi di artiglieria)
Brigata Prinz von Hessen (generale maggiore: Prinz von Hessen)
(6 battaglioni, 3 squadroni, 12 pezzi di artiglieria)
- 4º battaglione del reggimento Kaiser Jager (711)
- battaglione granatieri del 31° IR Ungherese Culoz (776)
- 1º battaglione del 31° IR Ungherese Culoz (1.004)
- 2º battaglione del 31° IR Ungherese Culoz (1.003)
- 3º battaglione del 31° IR Ungherese Culoz (984)
- 1º battaglione del 61° IR Ungherese Zobel (670)
- 3 squadroni del 12º reggimento Ulani Koenig beider Sicilien[2] (487)
- mezza batteria a piedi da campagna da 12 lb della riserva di divisione (3 cannoni, 1 obice)
- 1 batteria di artiglieria da 6 lb (6 cannoni, 2 obici))

(totale: 5.148 fanti, 487 cavalieri)

### Riserve
(2 battaglioni, 2 squadroni, 20 pezzi di artiglieria)
- battaglione granatieri del 47° IR Kinsky (847)
- battaglione granatieri del 39° IR Don Miguel (950)
- 2 squadroni del 12º reggimento Ussari Haller (225)
- mezza batteria a piedi da campagna da 12 lb (3 cannoni, 1 obice)
- 1 batteria di artiglieria a piedi da 6 lb (6 cannoni, 2 obici)
- 1 batteria di racchette (8 lanciatori)
- 2 equipaggi da ponte
- 1 compagnia di sanità

(totale: 1.797 fanti, 225 cavalieri)